# Cleveland Cavaliers 1981-1982
La stagione 1981-82 dei Cleveland Cavaliers fu la 12ª nella NBA per la franchigia.
I Cleveland Cavaliers arrivarono sesti nella Central Division della Eastern Conference con un record di 15-67, non qualificandosi per i play-off.

## Roster
| N° | Naz.                   | Ruolo | Sportivo           | Anno | Alt. | Peso |
| -- | ---------------------- | ----- | ------------------ | ---- | ---- | ---- |
| 5  | Stati Uniti (bandiera) | G     | Mike Evans         | 1955 | 185  | 77   |
| 8  | Stati Uniti (bandiera) | GA    | Scott Wedman       | 1952 | 201  | 98   |
| 9  | Stati Uniti (bandiera) | G     | Mickey Dillard     | 1958 | 191  | 77   |
| 10 | Stati Uniti (bandiera) | G     | Ron Brewer         | 1955 | 193  | 82   |
| 11 | Stati Uniti (bandiera) | A     | Cliff Robinson     | 1960 | 206  | 100  |
| 13 | Stati Uniti (bandiera) | G     | James Silas        | 1949 | 185  | 82   |
| 14 | Stati Uniti (bandiera) | G     | Lowes Moore        | 1957 | 185  | 77   |
| 15 | Stati Uniti (bandiera) | GA    | Keith Herron       | 1956 | 198  | 88   |
| 15 | Stati Uniti (bandiera) | GA    | Roger Phegley      | 1956 | 198  | 93   |
| 20 | Stati Uniti (bandiera) | G     | Geoff Huston       | 1957 | 188  | 79   |
| 24 | Stati Uniti (bandiera) | AC    | Kevin Restani      | 1951 | 206  | 102  |
| 30 | Stati Uniti (bandiera) | A     | Mike Mitchell      | 1956 | 201  | 98   |
| 31 | Stati Uniti (bandiera) | AC    | Richard Washington | 1955 | 211  | 100  |
| 32 | Stati Uniti (bandiera) | A     | Kenny Carr         | 1955 | 201  | 100  |
| 33 | Stati Uniti (bandiera) | GA    | Bob Wilkerson      | 1954 | 198  | 88   |
| 35 | Stati Uniti (bandiera) | A     | Don Ford           | 1952 | 206  | 98   |
| 35 | Stati Uniti (bandiera) | AC    | Phil Hubbard       | 1956 | 203  | 98   |
| 40 | Stati Uniti (bandiera) | AC    | James Edwards      | 1955 | 213  | 102  |
| 41 | Stati Uniti (bandiera) | A     | Bill Laimbeer      | 1957 | 211  | 111  |
| 44 | Stati Uniti (bandiera) | AC    | Reggie Johnson     | 1957 | 206  | 93   |
| 44 | Stati Uniti (bandiera) | AC    | Paul Mokeski       | 1957 | 213  | 113  |
| 52 | Stati Uniti (bandiera) | A     | Mel Bennett        | 1955 | 201  | 91   |
| 52 | Stati Uniti (bandiera) | AC    | Brad Branson       | 1958 | 208  | 100  |

## Staff tecnico
Allenatori: Don Delaney (4-11) (fino al 3 dicembre), Bob Kloppenburg (0-3) (dal 3 al 6 dicembre), Chuck Daly (9-32) (dal 6 dicembre all'8 marzo), Bill Musselman (2-21)

Vice-allenatori: Bob Kloppenburg (fino al 3 dicembre e dal 6 dicembre), Gerald Oliver, Gus Johnson